# Americium(III)jodid
Americium(III)jodid eller americiumtrijodid (AmI3) är en kemisk förening sammansatt av americium och jod.